# Reiko Okano
岡野・玲子
Œuvres principales
Première œuvre : Esther, please
Autres ouvrages :
- Fancy Dance
- Onmyōji
- Youmi Henjou Yawa

Reiko Okano (岡野・玲子, Okano Reiko) est une dessinatrice de manga japonaise. Elle est née le 24 juin 1960  à Koga dans la préfecture d'Ibaraki, au Japon.

## Biographie
Onmyōji est un manga inspiré de la vie de Abe no Seimei, devin de l'époque de Heian, pour lequel l'auteur a su illustrer l'atmosphère des villes d'antan avec des dessins proches des peintures japonaises. Son succès est aussi dans son talent à mêler comédie et pensée philosophique, comme dans Youmi Henjou Yawa, une comédie chinoise.
Reiko s'est mariée avec Makoto Tezuka (手塚・眞), le fils de Osamu Tezuka.

## Œuvre
- Fancy Dance (ファンシィダンス?)
- Onmyōji (陰陽師?)
- Youmi Henjou Yawa (妖魅変成夜話?)

## Récompenses
- 1989 - Prix Shōgakukan pour Fancy Dance (catégorie Shōjo)
- 2001 - Prix culturel Osamu Tezuka pour Onmyouji

## Sources